# Kunstbunker – forum für zeitgenössische kunst
Der Kunstverein kunstbunker – forum für zeitgenössische kunst. ist ein eingetragener Verein in Nürnberg, der sich der Vermittlung zeitgenössischer Kunst widmet.
Der kunstbunker – forum für zeitgenössische kunst wurde 1994 gegründet. Seine Ausstellungsflächen befinden sich in einem alten Bunker/ABC-Schutzraum hinter der Kunsthalle Nürnberg auf dem Bauhof.
Der Verein wurde 2020 mit dem Preis der Stadt Nürnberg ausgezeichnet.

## Ausstellungen (Auswahl)
- 2011: Future Garden, Walter Van Beirendonck, Jason Bunton, Herbert de Colle/Hannes Ribarits, Gregor Eichinger, Gerhard Himmer, Anna Jermolaewa, Uwe Jonas, Franco Kappl, Jutta Koether, Eilidh McNair, Christoph Meier, Ute Müller, Wolfgang Obermair, Jürgen Paas, Maruša Sagadin, Ekaterina Shapiro-Obermair, Norbert Schwontkowski, Ezara Spangl, Daniel Spoerri, Christian Stock, Rita Vitorelli, Stefan Waibel, Franz West, Erwin Wurm